# Stade Nicolau-Alayon
Le stade Nicolau-Alayon (en portugais : Estádio Nicolau Alayon), également connu sous le nom de stade du Commandant-Souza (en portugais : Estádio Comendador Sousa), est un stade de football brésilien situé à Água Branca, un quartier de la ville de São Paulo.
Doté de 9 660 places et inauguré en 1938, le stade sert de domicile pour les équipes de football du Grêmio Osasco Audax ainsi que du Nacional AC.

## Histoire
Le stade, nommé d'après l'Uruguayen Nicolau Alayon, président du Nacional AC à l'époque de la construction du stade, est inauguré le 14 mai 1938 lors d'une victoire 2-1 des Corinthians sur le Nacional AC. Le premier but dans le stade est inscrit par le joueur du Nacional Carlos Leite.
Le record de spectateurs dans le stade est de 22 000 personnes, obtenu le 21 février 1970, lors d'une victoire 1-0 du Nacional sur le São Paulo FC.

## Événements
- Jeux panaméricains de 1963